# Gothems socken
Gothems socken ingick i Gotlands norra härad, ingår sedan 1971 i Gotlands kommun och motsvarar från 2016 Gothems distrikt.
Socknens areal är 71,79 kvadratkilometer, varav 70,98 land. År 2020 fanns här 392 invånare. Sockenkyrkan Gothems kyrka ligger i socknen. 

## Administrativ historik
Gothems socken har medeltida ursprung. Socknen tillhörde Lina ting som i sin tur ingick i Kräklinge setting i Medeltredingen.
Vid kommunreformen 1862 övergick socknens ansvar för de kyrkliga frågorna till Gothems församling och för de borgerliga frågorna bildades Gothems landskommun. Landskommunen inkorporerades 1952 i Dalhems landskommun och ingår sedan 1971 i Gotlands kommun. Församlingen utökades 2010.
1 januari 2016 inrättades distriktet Gothem, med samma omfattning som församlingen hade 1999/2000.  
Socknen har tillhört samma fögderier och domsagor som Gotlands norra härad. Socknens båtsmän  tillhörde 1:a Gotlands båtsmanskompani.

## Geografi
Gothems socken ligger på Gotlands östkust med Gothemsån i norr. Socknen har odlingsbygd i de centrala delarna, skog och myrmark däromkring.
Gothems skolbyggnad tillkom 1847. Efter att skolan lades ner 2007 har skolbyggnaden sålts och är nu ett vandrarhem.
Lina myr i väster som delvis ligger inom Gothems socken var den sista att utdikas (1945–1947) av Gotlands större träskartade myrar med ett rikt fågel- och växtliv och med gäddor och annan insjöfisk i de grunda träsken.
Storsund är en grund fågelsjö som avsattes som naturreservat i samband med utdikningen av Lina myr. Området tillhör Svenska Naturskyddsföreningen och det brokiga fågellivet kan iakttas från ett fågeltorn.

### Gårdsnamn
Botvalde, Busarve, Båtare, Bäntebingels, Fjärdinge, Fredvalds, Gajrvide Lilla, Gajrvide Stora, Hage, Hangre, Hinser, Häglajvs, Jusarve, Kaupungs, Kyrkebinge, Kyrkebjärs, Magnuse, Medebys, Nors, Nybingels, Prästgården, Spännarve, Suderbys, Suders, Svalings, Tummungs, Vaters, Viby, Västerbjärs.

## Fornlämningar
Block med sliprännor finns i socknen. Närmare 500 fornlämningar är bevarade. En boplats från stenåldern vid Västerbjers är utgrävd. I socknen finns också gravrösen från bronsåldern och flera järnåldersgravfält med bland annat skeppssättningar. Stensträngar och sliprännor har påträffats, liksom en fornborg vid Busarve och två runristningar.

## Näringsliv
Kring stranden i Åminne finns en väl utbyggd fritidsanläggning med restaurang, camping, pool och en sommarbutik. Utöver detta finns flera snickerier, byggare, verkstäder, caféer med mera. Det finns även flera privata stuguthyrare.

## Namnet
Namnet (1300-talet Gautem) innehållet ett förled som tolkats som gaut utflöde syftande på Gothemsån och efterledet hem, gård.

## Befolkningsutveckling
| Befolkningsutvecklingen i Gothems socken 1750–2020 | Befolkningsutvecklingen i Gothems socken 1750–2020 | Befolkningsutvecklingen i Gothems socken 1750–2020 | Befolkningsutvecklingen i Gothems socken 1750–2020 | Befolkningsutvecklingen i Gothems socken 1750–2020 |
| --- | -------------------------------------------------- | -------------------------------------------------- | -------------------------------------------------- | -------------------------------------------------- |
| |                                                    |                                                    |                                                    |                                                    |
| År |                                                    |                                                    | Folkmängd                                          |                                                    |
| 1750 | 1750                                               |                                                    | 365                                                |                                                    |
| 1760 | 1760                                               |                                                    | 398                                                |                                                    |
| 1769 | 1769                                               |                                                    | 391                                                |                                                    |
| 1780 | 1780                                               |                                                    | 403                                                |                                                    |
| 1790 | 1790                                               |                                                    | 437                                                |                                                    |
| 1800 | 1800                                               |                                                    | 501                                                |                                                    |
| 1810 | 1810                                               |                                                    | 497                                                |                                                    |
| 1820 | 1820                                               |                                                    | 527                                                |                                                    |
| 1830 | 1830                                               |                                                    | 585                                                |                                                    |
| 1840 | 1840                                               |                                                    | 617                                                |                                                    |
| 1850 | 1850                                               |                                                    | 647                                                |                                                    |
| 1860 | 1860                                               |                                                    | 731                                                |                                                    |
| 1870 | 1870                                               |                                                    | 707                                                |                                                    |
| 1880 | 1880                                               |                                                    | 680                                                |                                                    |
| 1890 | 1890                                               |                                                    | 641                                                |                                                    |
| 1900 | 1900                                               |                                                    | 634                                                |                                                    |
| 1910 | 1910                                               |                                                    | 611                                                |                                                    |
| 1920 | 1920                                               |                                                    | 691                                                |                                                    |
| 1930 | 1930                                               |                                                    | 629                                                |                                                    |
| 1940 | 1940                                               |                                                    | 622                                                |                                                    |
| 1950 | 1950                                               |                                                    | 634                                                |                                                    |
| 1960 | 1960                                               |                                                    | 528                                                |                                                    |
| 1970 | 1970                                               |                                                    | 415                                                |                                                    |
| 1980 | 1980                                               |                                                    | 400                                                |                                                    |
| 1990 | 1990                                               |                                                    | 436                                                |                                                    |
| 2000 | 2000                                               |                                                    | 388                                                |                                                    |
| 2010 | 2010                                               |                                                    | 378                                                |                                                    |
| 2020 | 2020                                               |                                                    | 392                                                |                                                    |
| Anm: Källor: Umeå universitet - Tabellverket 1749-1859, Demografiska databasen, CEDAR, Umeå universitet, Befolkningsutvecklingen i Gotlands socknar 2000 - 2010, Folkmängden per distrikt, landskap, landsdel eller riket efter kön. År 2015 - 2022. |                                                    |                                                    |                                                    |                                                    |

### Fotnoter
1. 1 2 3  Svensk Uppslagsbok andra upplagan 1947–1955: Gothem socken
2. ↑  ”Folkmängden per distrikt, landskap, landsdel eller riket efter kön. År 2015 - 2022”. Statistikdatabasen. Statistiska centralbyrån. http://www.statistikdatabasen.scb.se/pxweb/sv/ssd/START__BE__BE0101__BE0101A/FolkmangdDistrikt/. Läst 23 april 2023.
3. ↑  Harlén, Hans; Harlén Eivy (2003). Sverige från A till Ö: geografisk-historisk uppslagsbok. Stockholm: Kommentus. Libris 9337075. ISBN 91-7345-139-8
4. ↑  ”Församlingar”. Statistiska centralbyrån. https://www.scb.se/hitta-statistik/regional-statistik-och-kartor/regionala-indelningar/forsamlingar/. Läst 30 december 2022.
5. ↑  Administrativ historik för Gothem socken (Klicka på församlingsposten). Källa: Nationella arkivdatabasen, Riksarkivet.
6. ↑  Om Gotlands båtsmanskompanier
7. 1 2  Sjögren, Otto (1931). Sverige geografisk beskrivning del 2 Östergötlands, Jönköpings, Kronobergs, Kalmar och Gotlands län. Stockholm: Wahlström & Widstrand. Libris 9939
8. 1 2 3  Nationalencyklopedin
9. ↑  Gothems skolas historia Arkiverad 16 augusti 2011 hämtat från the Wayback Machine.
10. ↑  Förteckning över slipskåror
11. ↑  Fornlämningar, Statens historiska museum: Gothems socken
12. ↑  Fornminnesregistret, Riksantikvarieämbetet: Gothems socken Fornminnen i socknen erhålls på kartan genom att skriva in sockennamn (utan "socken") i "Ange geografiskt område"